# C.R.A.Z.Y.
C.R.A.Z.Y. es una laureada película canadiense, rodada en francés, situada en Quebec. Se estrenó en el año 2005 y trata el tema de la homosexualidad en la vida de un adolescente durante la década de 1970 y como este debe sortear las dificultades familiares, culturales y sociales que se presentan en su entorno frente a este hecho.

## Argumento
Después de Christian, Raymond y Antoine, en la Navidad de 1960 nace Zachary, al que seguirá su hermano Yvan. La familia de Zac es una familia católica y conservadora normal, con una madre que les quiere y un padre orgulloso de sus hijos. La película nos llevará a través de las vivencias de Zac, el favorito, hasta que sus tendencias sexuales lo separan en su adolescencia de su padre, debido a la homofobia de éste, llegando a su madurez, en un viaje cuyo fin no está muy claro.

## Reparto
- Marc-André Grondin como Zachary Beaulieu
- Michel Côté como Gervais Beaulieu, el padre
- Danielle Proulx como Laurianne Beaulieu, la madre
- Pierre-Luc Brillant como Raymond Beaulieu

## Música
La banda sonora desempeña un papel primordial en esta cinta, tanto porque la canción "Crazy" de Patsy Cline está presente en gran parte de la película, como porque gran parte del presupuesto de la película fue destinado a conseguir los derechos de canciones de Pink Floyd, Rolling Stones, David Bowie y Charles Aznavour, entre otros.

## Honores
C.R.A.Z.Y. recaudó más de 6,2 millones de dólares canadienses, algo novedoso para el mercado de Quebec, consiguiendo también un éxito de crítica unánime.
La película consiguió 11 de los 13 premios Genie, del cine canadiense, lo que la llevó a ser nominada por Canadá a mejor película de habla no inglesa en los Oscars, aunque finalmente no estuvo entre las finalistas.
Ha ganado numerosos premios internacionales, en el Festival de Cine de Gijón, Vancouver, Toronto y Marruecos, y conseguido nominaciones para los Globos de Oro, premios Jultra o los premios del cine Europeo.
- Datos: Q1022379